# Liberty, A Daughter of the USA
Liberty, A Daughter of the USA, também conhecido como Liberty,  é um seriado estadunidense de 1916, em 20 capítulos, no gênero Western, dirigido por Jacques Jaccard e Henry MacRae. Foi o primeiro seriado puramente Western. Veiculou nos cinemas estadunidenses de 20 de agosto a 31 de dezembro de 1916.
Este seriado é considerado perdido.

## Sinopse
Liberty Horton, uma herdeira americana, é seqüestrada por um rebelde mexicano para financiar sua rebelião.

## Elenco
- Marie Walcamp - Liberty Horton
- Jack Holt - Capitão Rutledge
- Eddie Polo - Pedro
- G. Raymond Nye - Pancho Lopez
- Neal Hart - Capitão Winston
- Bertram Grassby - Manuel Leon
- Maude Emory - Theresa
- L. M. Wells - Jose Leon
- Charles Brinley - Alvarez
- Tom London - (creditado Leonard Clapham)
- Roy Stewart
- Hazel Buckham

## Capítulos

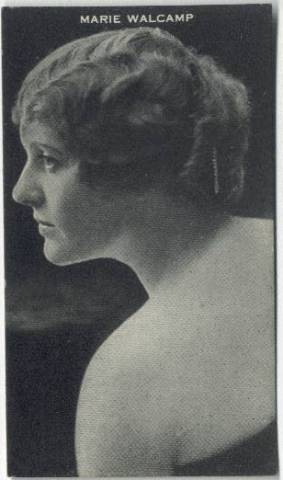
Marie Walcamp, que interpretou Liberty Horton.

1. The Fangs of the Wolf
2. Riding with Death
3. American Blood
4. Dead or Alive
5. Love and War
6. The Desert of Lost Souls
7. Liberty's Sacrifice
8. Clipped Wings
9. A Daughter of Mars
10. The Buzzard's Prey
11. The Devil's Triumph
12. For the Flag
13. Strife and Sorrow
14. A Modern Joan of Arc
15. The Flag of Truce
16. Court-Martialled
17. A Trail of Blood
18. The Wolf's Nemesis
19. An Avenging Angel
20. A Daughter of the U.S.A.

## Produção
Liberty, a Daughter of the USA foi o primeiro seriado realizado no gênero puramente Western, apesar de vários elementos de western terem sido incluídos em séries anteriores, tais como The Perils of Pauline (1914).